# Pantoporia ambra
Pantoporia ambra är en fjärilsart som beskrevs av Otto Staudinger 1892. Pantoporia ambra ingår i släktet Pantoporia och familjen praktfjärilar. Inga underarter finns listade i Catalogue of Life.